# Восстание баби (1848—1852)
Бабидские восстания 1848—1852 годов — массовые выступления бабидов против власти Каджаров в Иране под лозунгами религиозно-политического учения Сейида Али Мухаммада Ширази. Вера Баби была основана Бабом и привлекала в основном ремесленников, крестьян, мелкую торговую буржуазию. Испуганное её распространением шиитское духовенство пыталось уничтожить новую веру, что привело к жестокому восстанию. Шиитское духовенство обвиняло баби в агрессивности, указывая что и сам Баб вооружал своих сторонников, но баби отрицали такое обвинение и отмечали, что такие действия были вынуждены для их выживания. К религиозным требованиям добавились и политическая нестабильность в стране и социальное напряжение, обусловленное социальным и политическим гнетом.
Восстания баби в Нейризе, Йезде, Зенджане и других городах были жестоко подавлены персидскими властями.